# 勒麼各
勒麼各（排灣語：Lemej/Ljemetje），亦可稱做勒門斯（Ljemedj），是台灣排灣族古樓部落（Kuljaljau，位於今屏東縣來義鄉）傳統信仰中的始祖之一，向神界學習祭儀的第一人、創設許多相關的祭儀儀式，同時也是部落中三個古老貴族家族中Qamulilj家族（今古樓部落宋姓家族，現任掌門人為宋偉光）的始祖。

## 身世
勒麼各的神話主要有兩種版本，分別來自給令家族（Giring）和吉羅夫敢家族（Tjiluvekan）：

### 給令家族
給令家族是古樓部落中古老的頭目家族，他們認為勒麼各的父母是從台灣東部遷徙而來的夫妻：盧魯岸（Druluan）和Rhugilingan（一說叫Luluwan和Lukikiwan）的四個孩子之一，其中一個早夭，而他和哥哥Drumetj與弟弟Dravai在長大後便離開父母尋找新的居住地，並且在他們的獵犬的帶領下來到舊古樓部落原址建立家屋，其中Druluan建立了給令家族、弟弟建立了拉旦家族（Ladan），而他則是建立了Qamulilj家族，也因為他的身分關係，Qamulilj家族長期作為部落中的副頭目參與事務。

### 吉羅夫敢家族
吉羅夫敢家族是後來給令家族因故暫時沒落後趁勢興起的頭目家族，他們認為勒麼各和給令家族並沒有任何關係，勒麼各是和自己的哥哥拉里辜望（Laliguwan）和妹妹勒姬熱（Legirle）出生自北大武山的泥球之中，由貓和狗抓破泥球的表面而出生，後來他們三人分頭走，Laliguwan前往台東，勒麼各則跟妹妹勒姬熱走、兩人先後在佳興部落（puljti）建立Cakucaku家屋（另有說法認為是Gagugagutsi家屋）、在舊佳平部落（kaviangan）建立Palaulan家屋、在舊來義部落（tjaljaqavus）建立Caljas家屋，最後在舊古樓部落定居，後來勒麼各和勒姬熱結婚，生下女兒Tsaila/Cailj/Tsail，給令家族則是趁著他有事不在部落裡時趁機佔領部落，而勒麼各後來得知後，選擇跟給令家族妥協並砍樹來劃分領地，另外也有說法認為勒麼各並沒有和勒姬熱結婚、或是他本身的手足就只有哥哥拉里辜望而已。

## 神話
在古樓部落的兩個頭目家族的版本中，雖然內容有所差別，但都明確表達了勒麼個作為部落祭儀始祖的地位，這很有可能是因為其後代Qamulilj家族到現在仍是部落中重要巫師家族的原因。傳說中他被神靈選上做為溝通神界和人間的媒介，被傳授各種祭儀的進行方式，成為世界上第一個巫師，所有的巫術或祭儀都由他所管理，在他死後，他仍然做為巫神管轄祭儀的進行和巫師的選拔、培育和昇立，在部分儀式或占卜中也會被作為祈禱或請示的對象。

### 給令家族
在建立舊古樓部落後，某天勒麼各在森林裡燒柴時，飄出的煙吸引到天上正在曬衣服的女神德倫格（Drengerh），德倫格好奇前去查看，雙方因此認識，在短暫的談話後，德倫格得知人間資源的匱乏和無趣（當時人間最大的樂趣就是觀賞花草樹木），因此給予勒麼各一把小米梗，多次要他燃燒小米梗並乘著煙上天找自己，交給他許多天神的物資和文化，目前已知有五次：
| 次數   | 時間                     | 授予內容 |
| ------ | ------------------------ | --- |
| 第一次 | 初認識三天後             | 德倫格帶勒麼各回家，交給他兩份用桑葉包裹的豬骨，要他回去後將它們分別放在屋子的東西兩側，後來豬骨於第二天變成公豬和母豬，成為豬骨獻祭的起源 |
| 第二次 | 不明（一說跟第一次相同） | 交給他小米、芋頭、地瓜、紅藜、樹豆等各種糧食作物的種子，並傳授種植與烹煮的方法，其中小米只要煮一粒就可以煮出一整鍋                         |
| 第三次 | 前一次的十天後           | 帶他觀看祖靈祭（maljeveq）儀式 |
| 第四次 | 前一次的五天後           | 帶他觀看頭目家婚禮 |
| 第五次 | 前一次的十五天後         | 帶他觀看女巫師昇立儀式（kisan pulingau）                                                                                                   |

後來在他看完昇立儀式後，德倫格表示造物主納婀馬第（Naqemati）對於他熱衷於學習巫師祭儀的舉動相當滿意，因此要他跟自己結婚，並回到人間作為人神之間的橋樑，隨即用日桃席將勒麼各和自己包起來，兩人成為夫妻，生下五女一男（另有說法只有四個女兒而沒有么女Rivedai），勒麼各成為人間的第一個巫師，開始幫人們進行各種儀式，而他本身也來回居住在人間和神界中，夫妻約見的日子習慣成為了五年祭（人神盟約之祭）的由來，用來維持人間和神靈之間的連結，後來他的孩子們各個成為了巫師，並前往各地傳授巫術、建立自己的家名：
| 名字（排行）                     | 地區                    | 家名      | 備註                                                                               |
| -------------------------------- | ----------------------- | --------- | ---------------------------------------------------------------------------------- |
| Ljelem（老大、長女）             | 留在原部落              | Qamulilj  |                                                                                    |
| Saver（老二、次女）              | 白鷺部落（pailjus）     | Kaulivan  |                                                                                    |
| 賈加勞斯（Tjagarus，老三、長子） | 留在原部落              | Tariu     | 為男祭司（parakaljai，或稱男巫）的始祖                                             |
| Djengec（老四，三女）            | 大谷部落（tjaridik）    | Rusivawan |                                                                                    |
| Ljian（老五，四女）              | 來義部落（tjaljakavus） | Ziaziang  | 她是巫師助理，只會進行點水淨化、滋潤土地之類的簡單巫術，因此來義部落的巫術也偏簡單 |
| Rivedai（么女）                  | 無                      | 無        | 因為備受母親德倫格喜愛，長大後從窗口昇天了                                         |

另外，勒麼各還在古樓部落建立了Lingtjalj家名、在舊望嘉部落（vungalid）建立Mavaliu家名、在舊七佳部落（tjevucekadan）建立Qalotur家名，為各地許多部落家族的遠祖。

### 吉羅夫敢家族
在吉羅夫敢家族的神話中，並沒有勒麼各學習祭儀的情節，而是他天生就會了，他還為了傳授給其他人而到處旅行，並且由他的孩子在神界學習更進一步的祭儀方式，一次學習就會花五年的時間，並且同樣花五年的時間後回來並在教給其他人，久而久之就成為五年祭的起源。

### 土坂部落
在土坂部落的傳統信仰中，勒麼各雖然也是祭儀創始者，但是由排灣族的祖靈賈加勞斯將儀式印信交給他而開始的，並沒有德倫格或其他女神的情節，而勒麼各還另外下轄Vetjang（五穀雜糧神）、Vayaq（五年祭儀創始神）、Redau（太陽神），並且由Vayaq協助族人的巫師進行祭儀，他本身則是住在祖神居住的上界（I- tjari vavau）中，巫師會在祭儀的第三段讚頌他創造巫術及祭儀的功績。

### 北排灣群
在北排灣群的Se-Paiuan部落（位於屏東縣瑪家鄉）神話體系中，勒麼各被視為半人半神、長壽不死的祖神之一，祂和女神結婚，並且從北大武山上降臨人間，帶來小米、樹豆、芋頭、藜等作物，教導族人狩獵、農耕和祈禱的方法，還讓人們試驗死亡，但該體系部落的五年祭對象並不是祂，而是舊高燕部落體系的雷神卜拉魯幹。

## 後代

### Qamulilj家族
Qamuljilje家族在古樓部落中普遍被認為是勒麼各的後代，他們是最古老的頭目家族之一，長期擔任部落中的祭儀或巫師的職責，至近代已有超過三十五代的傳承，並且保有接近完整的直系繼承人名單，現任掌門人為宋偉光（Puljaljuyan Qamulilj）。

### 吉羅夫敢家族
吉羅夫敢家族認為勒麼各和妹妹勒姬熱生下的女兒Tsaila因為跟百步蛇神結婚，因此只有生下蛇，為了傳承家族，她從父母建立的佳興部落領養了小孩Gulili/Kulele，而Tsaila和Gulili都被吉羅夫敢家族視為重要的祖先；另外也有說法認為Tsaila並非其女兒，而是其不確切輩分的後代，勒麼各的孩子則是一個叫做Tjagarhaus的男性。

## 其他

### 祭典與儀式
排灣族主要在五年祭與小米祭的時候祭祀勒麼各，據說過去曾有大頭目家的人在五年祭上起衝突而被殺，造成五年祭有五次沒有舉辦，勒麼各因此現身部落，促使族人重新開始舉辦。

### 研究
由於東排灣群的勒麼各神話中缺乏德倫格的情節和巫師作為人類與神靈橋梁時立下的「人神盟約」觀念，再加上東排灣群土坂部落的五年祭儀式裡，會進行古樓部落所沒有的「kiveli」儀式，該儀式是為了召請祖靈和神靈來到人間相聚並賜福的，其中祖靈必須由Vinqacan（部落創始地）降臨、祭儀也是由Vinqacan的祖先傳授而來的，所以儀式也必須面朝Vinqacan的方向：古樓部落的方向，再加上勒麼各傳說，學者普遍認為東排灣族的祭儀是由古樓部落所擴散出來的。